# Emphysomera cassidea
Emphysomera cassidea là một loài ruồi trong họ Asilidae. Emphysomera cassidea được Scarbrough & Marascia miêu tả năm 1999. Loài này phân bố ở miền Ấn Độ - Mã Lai.